# Tram met opgelegde bak

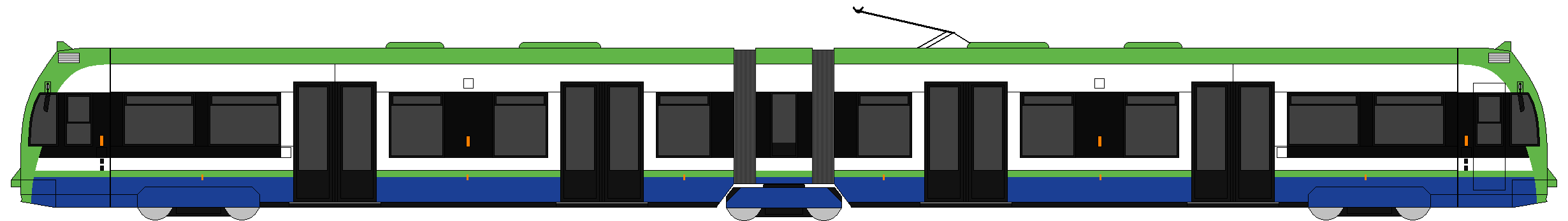
Een tram met korte middenwagenbak op twee assen plus twee opleggers

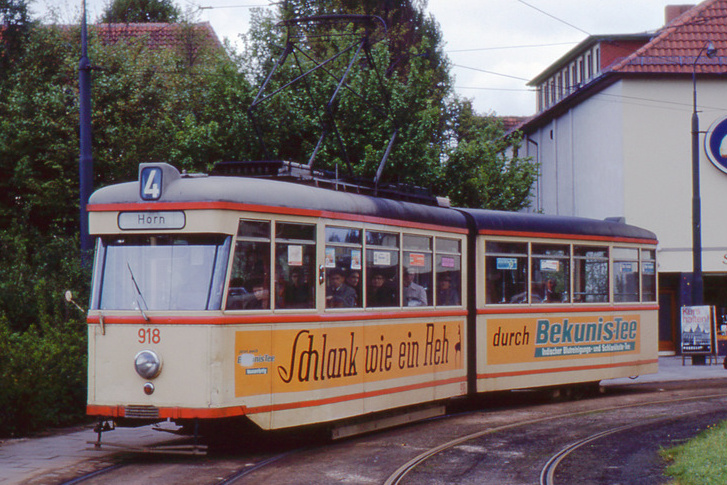
Een tram in Bremen met opgelegde eindbak

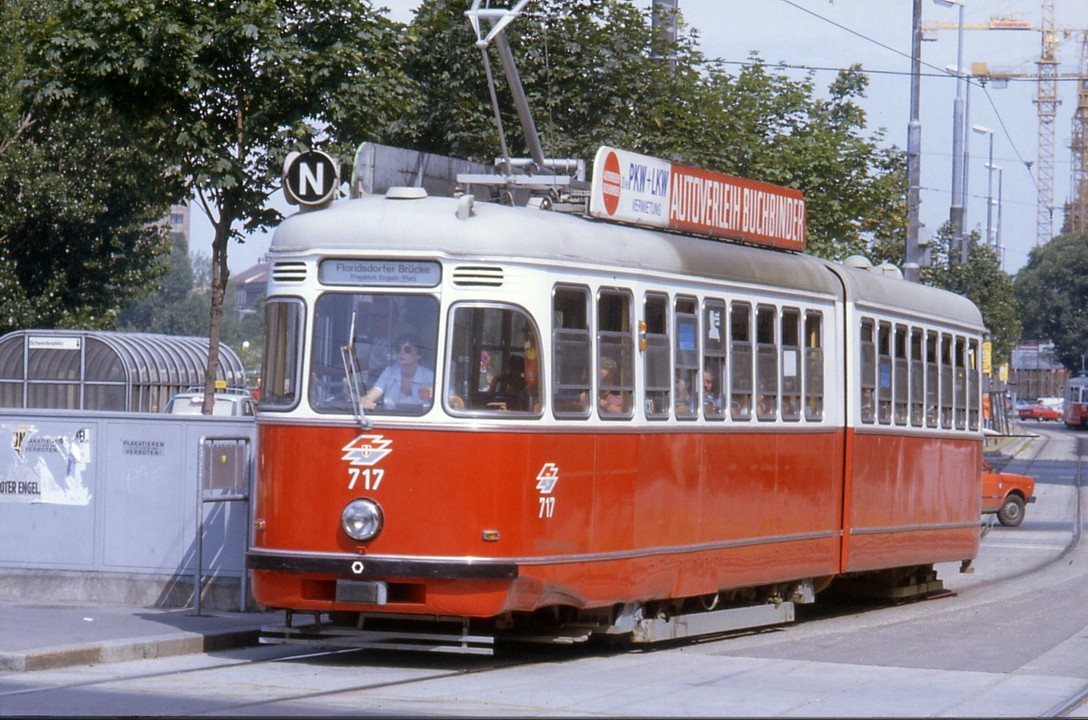
Het Weense type F met opgelegde eindbak

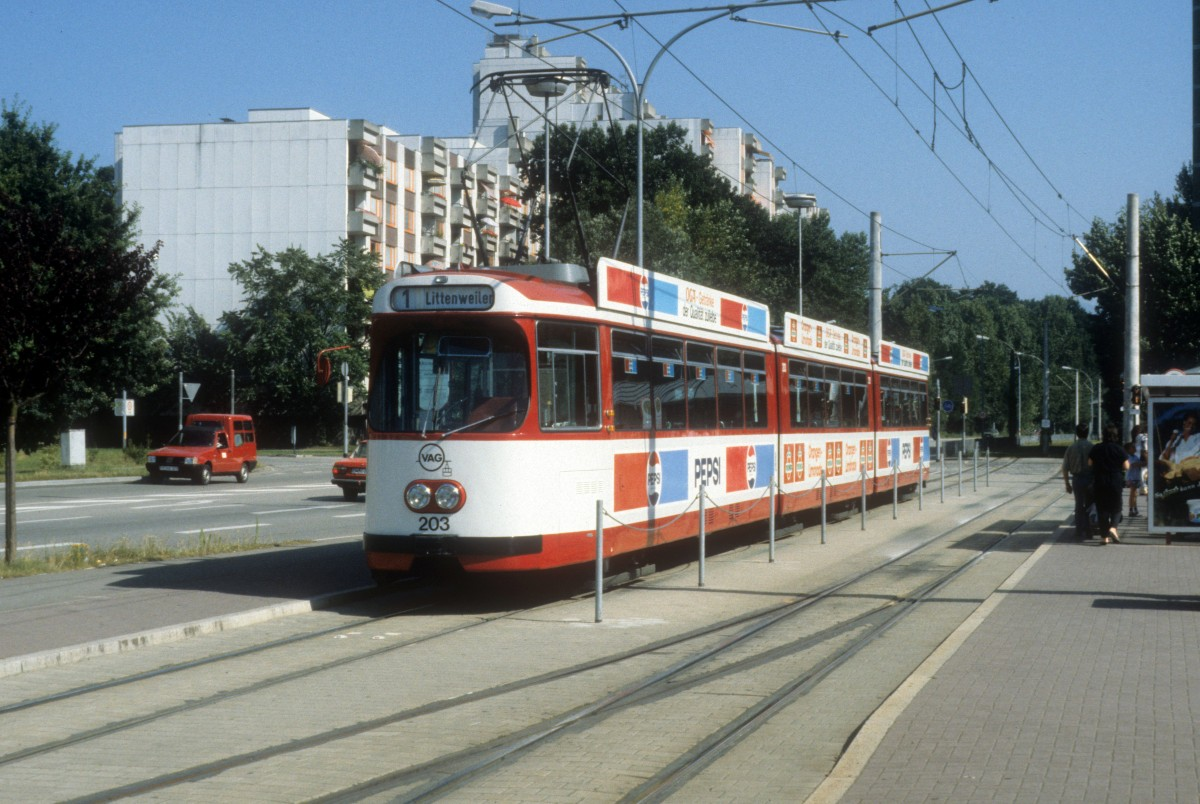
De eerste achtasser met twee opgelegde bakken reed in Freiburg

Een tram met opgelegde bak is een type tramvoertuig. Vrijwel alle uitvoeringen van na 1980 volgen steeds een vergelijkbaar concept. Hierbij heeft één wagenbak twee of vier assen en zijn er een of meer wagenbakken die daar deels op steunen. Deze trams worden ook opleggertrams genoemd. Bij extra lange trams kan een opgelegde wagenbak zelf ook steunen op een opgelegde bak zoals bij de Citadis Dualis.

## Geschiedenis
In Duitsland verschenen de eerste experimentele trams met deze opbouw. In 1928 werd in Dresden een driedelige tram (wagen 2501) geleverd. De middelste bak had twee vaste assen, de beide opleggers elk één instelbare as. Vergelijkbaar qua opbouw was de Cape Hope tram die in 1930 werd gebouwd en heeft rondgereden in Berlijn en Den Haag. Bij deze driedelige tram had de middelste bak twee eenassige draaistellen, de beide opleggers elk één eenassig draaistel.

### Serieproductie
In Genua bouwde men in 1940 oude trams om tot een serie van 31 opleggertrams. Deze trams bestonden uit twee bakken: een bak met twee vaste assen waaraan een korte bak met één vaste as was gekoppeld. In Bremen bouwden men vanaf 1956 vergelijkbare trams: 27 motorwagens met daarbij 27 eveneens gelede bijwagens. Behalve dat deze trams er moderner uitzagen, had de opgelegde wagenbak geen vaste as maar een eenassig draaistel. Een grote serie verscheen wederom in Genua, waarbij 78 trams een oplegger met een tweeassig draaistel kregen. Dit hielp het concept aan betere rijeigenschappen dan de eerder genoemde twee series. In 1963-64 werd voor de tram van Wenen een serie van 50 trams met dezelfde opzet geleverd. Dit concept met vier assen kreeg navolging in Duitsland: in Augsburg zelfs een variant hierop met vijf assen.
In 1971-72 werd voor de Tram van Freiburg im Breisgau een serie van vier trams geleverd, waarbij de twee eindbakken –elk met een draaistel– zijn opgelegd op een middenbak met twee draaistellen. Deze constructie vormde de eerste opleggertram met acht assen.

## Constructie
Vanaf de jaren 1990 wordt deze constructie veel toegepast bij lagevloertrams. Hierdoor hoeven de dure en gecompliceerde jacobsdraaistellen niet toegepast te worden. Bij trams met een hoge vloer zijn zes- en achtassers het meest voorkomend, zoals de Stadtbahntrams TW 2000, Vamos en de Stadler Tango voor de Stadtbahn van Bochum.

### Lagevloertrams
Bij lagevloertrams is de kortste variant doorgaans een zesasser. Daarbij zijn er varianten met twee en met drie wagenbakken. De tweedelige trams hebben dan een opbouw als de RET ZGT: een wagenbak heeft twee tweeassige draaistellen, de oplegger één tweeassig draaistel. De driedelige zesasser heeft in het midden een wagenbak met twee assen met aan beide zijden een opgelegde bak met elk een tweeassig draaistel. De achtassers zijn vergelijkbaar opgebouwd maar hebben onder de middenbak dan vier assen verdeeld over twee draaistellen. Deze achtassers zijn te verlengen door ze uit te breiden met een vierde opgelegde wagenbak met een tweeassig draaistel. Een in grote aantallen geleverd model is de Flexity Classic van fusieconcern Bombardier/Alstom.

## Galerij

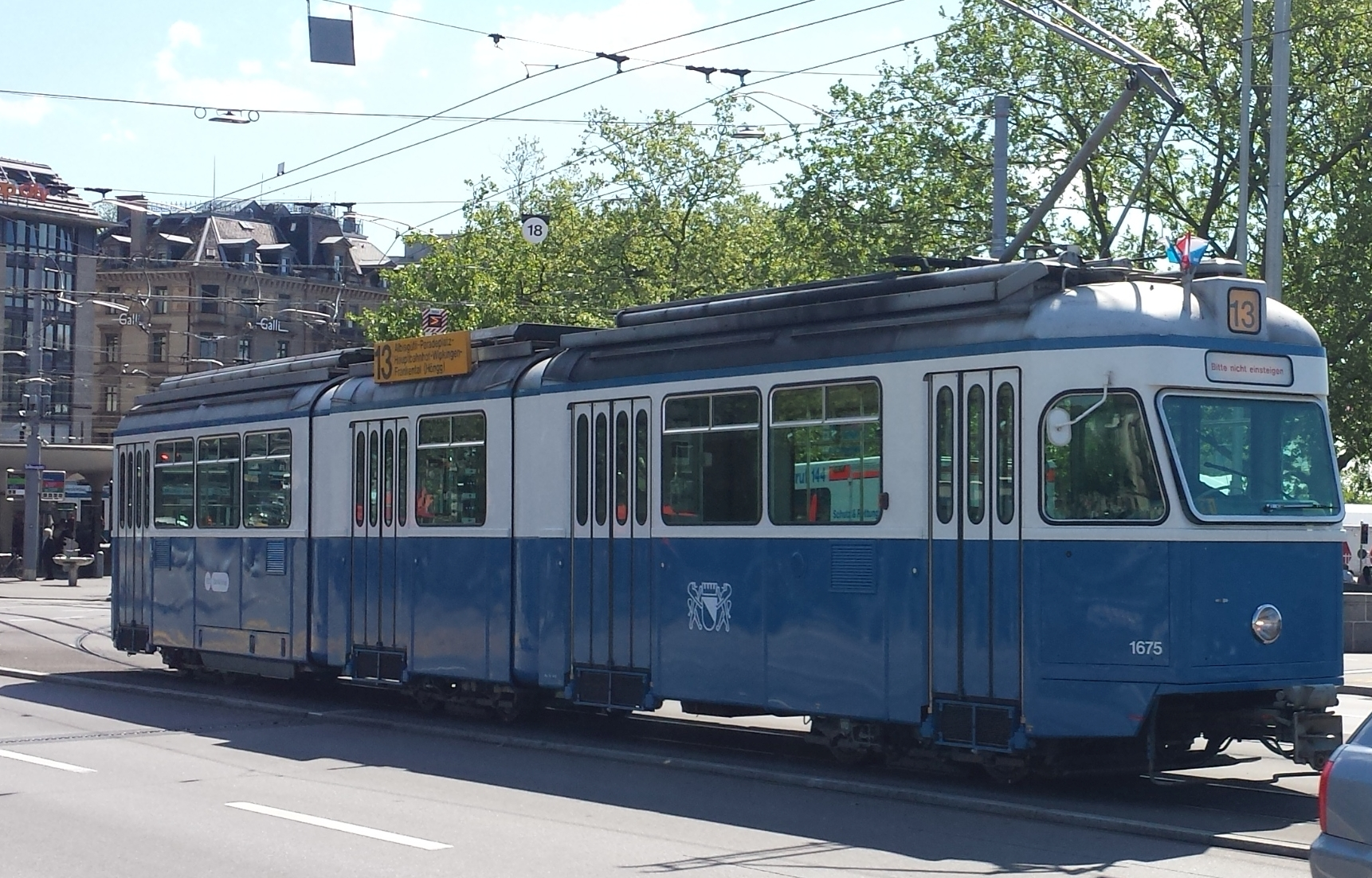
Zesassige Mirage tram in Zürich
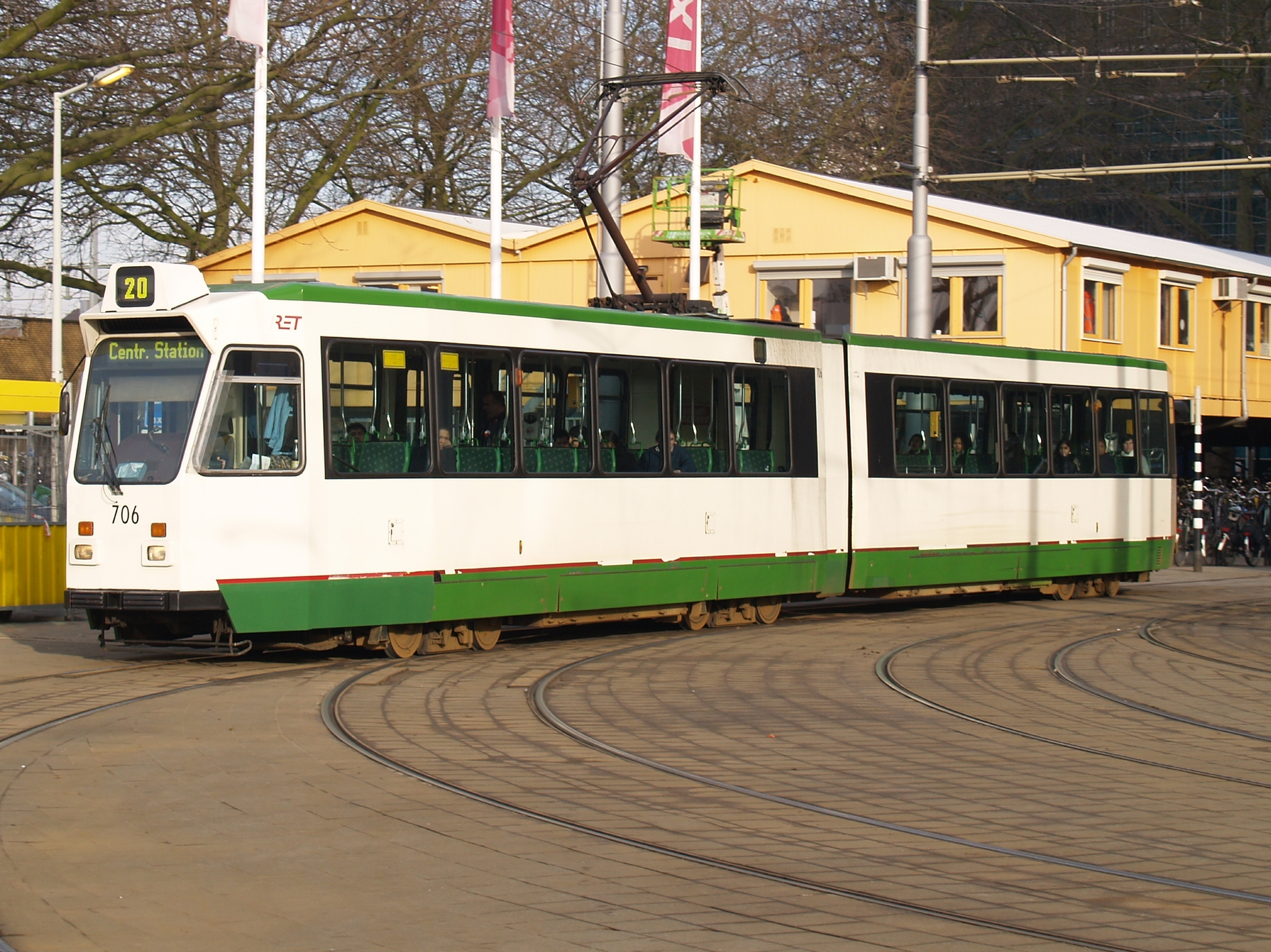
Zesassige ZGT tram in Rotterdam
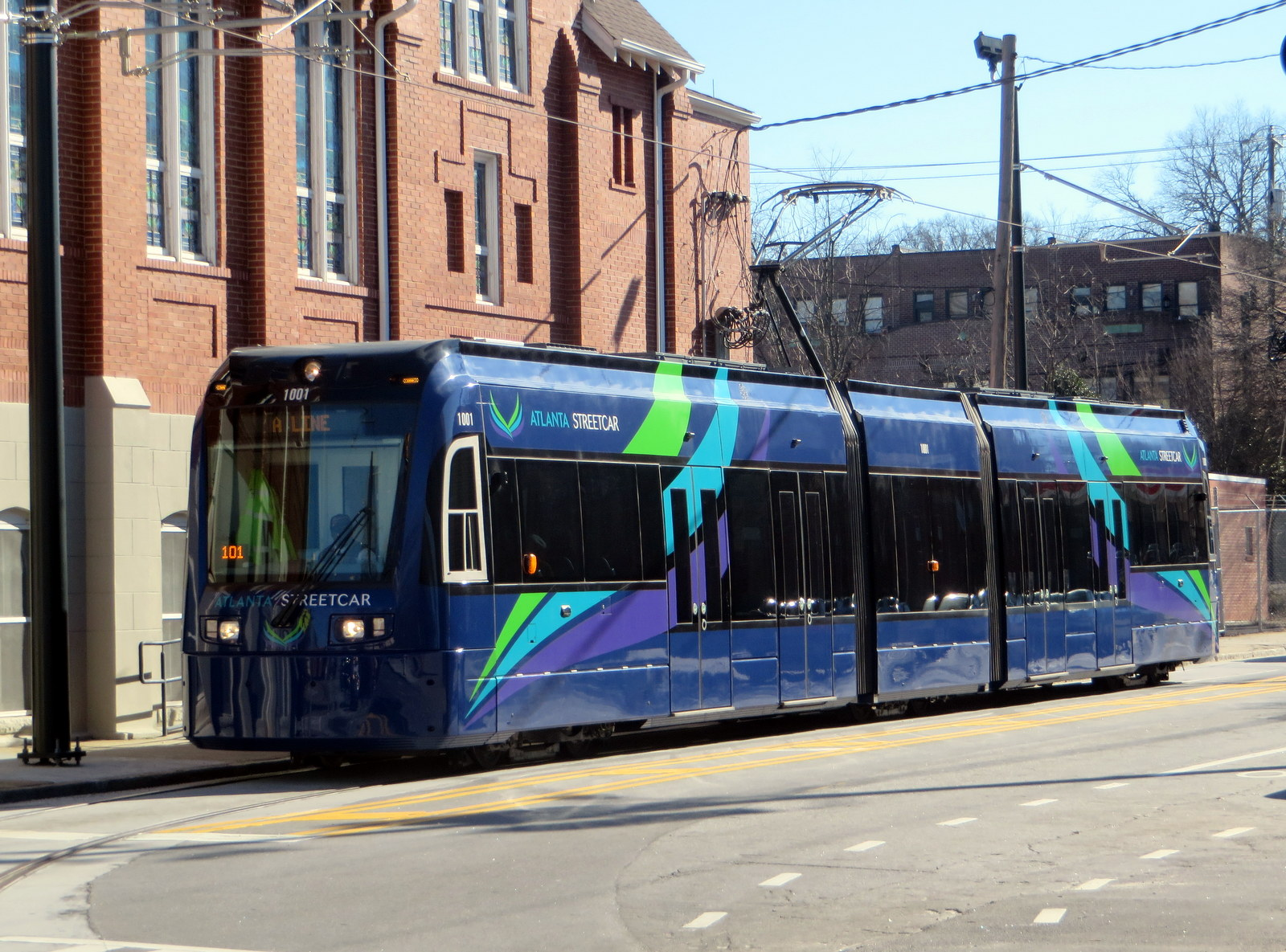
Zesassige S70 tram in Atlanta
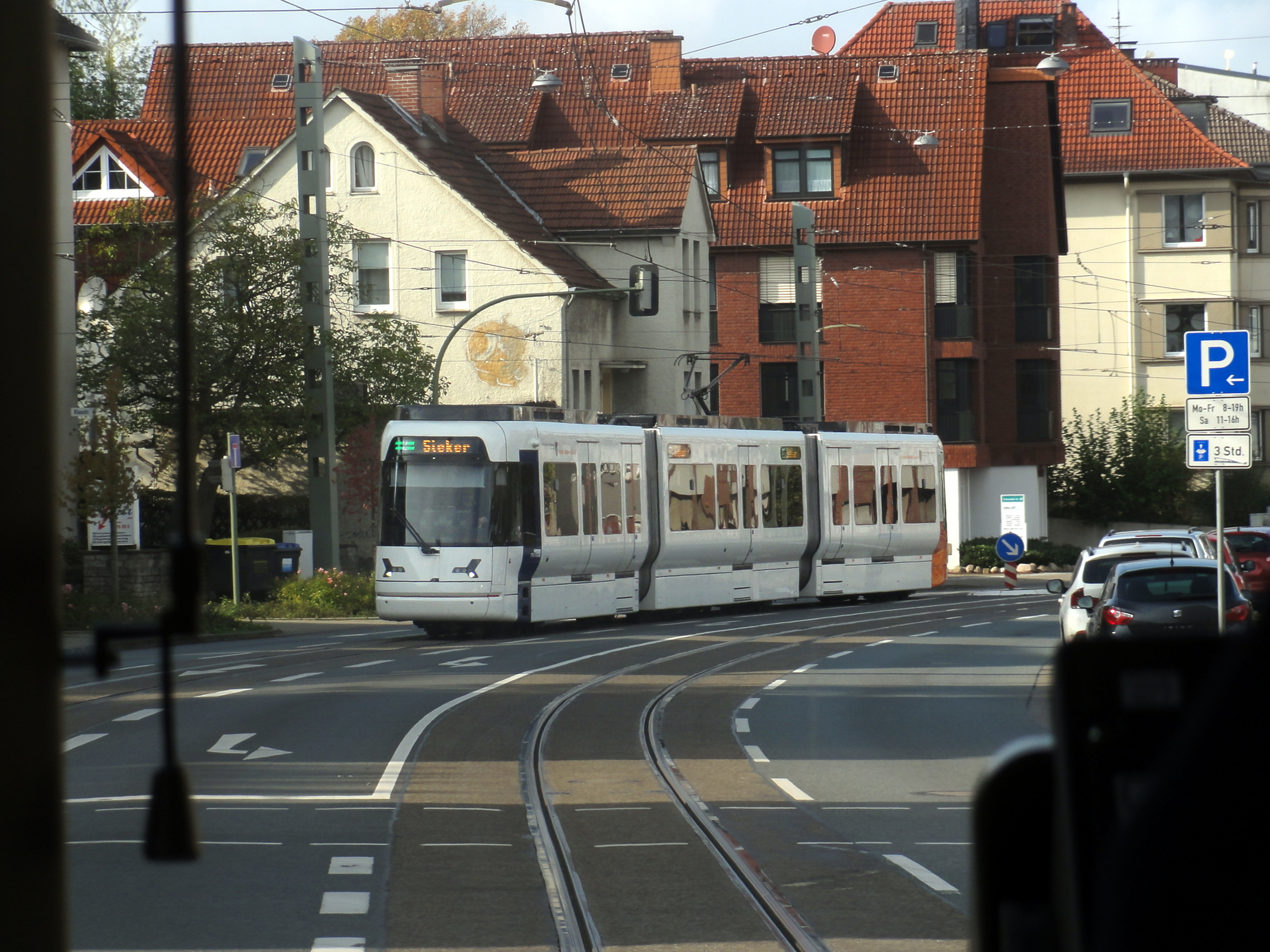
Achtassige Vamos tram in Bielefeld
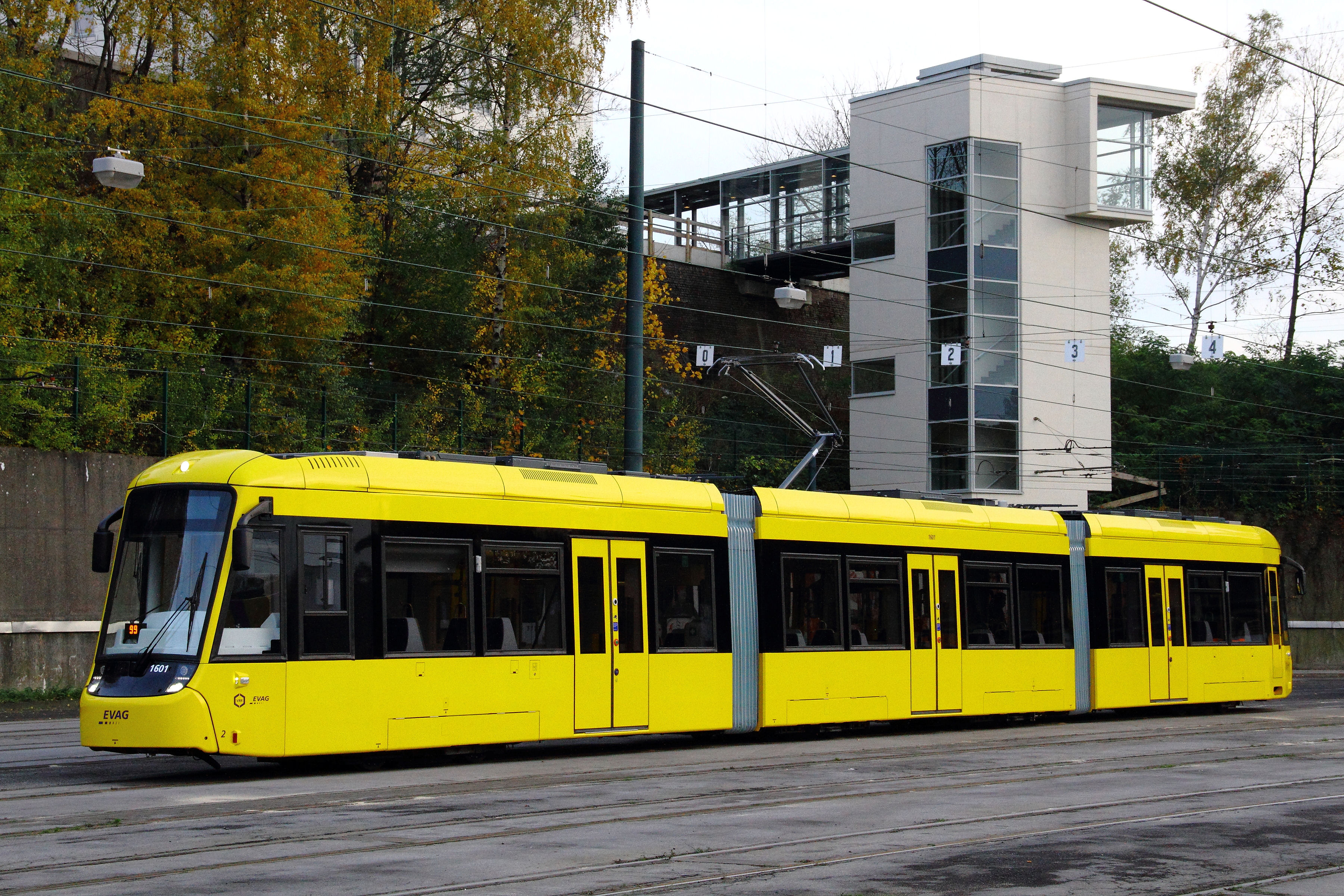
Achtassige lagevloertram in Essen
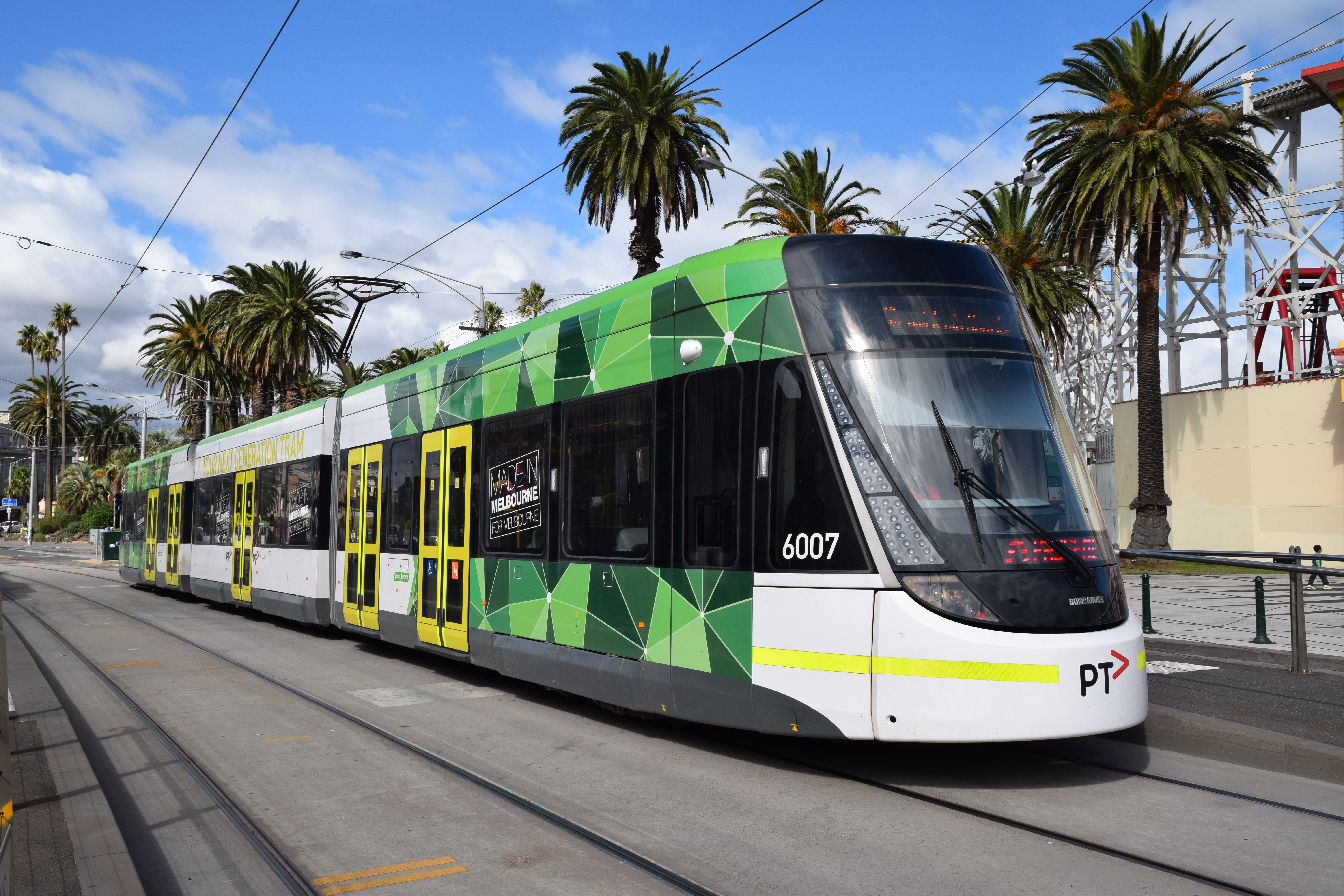
Achtassige lagevloertram in Melbourne
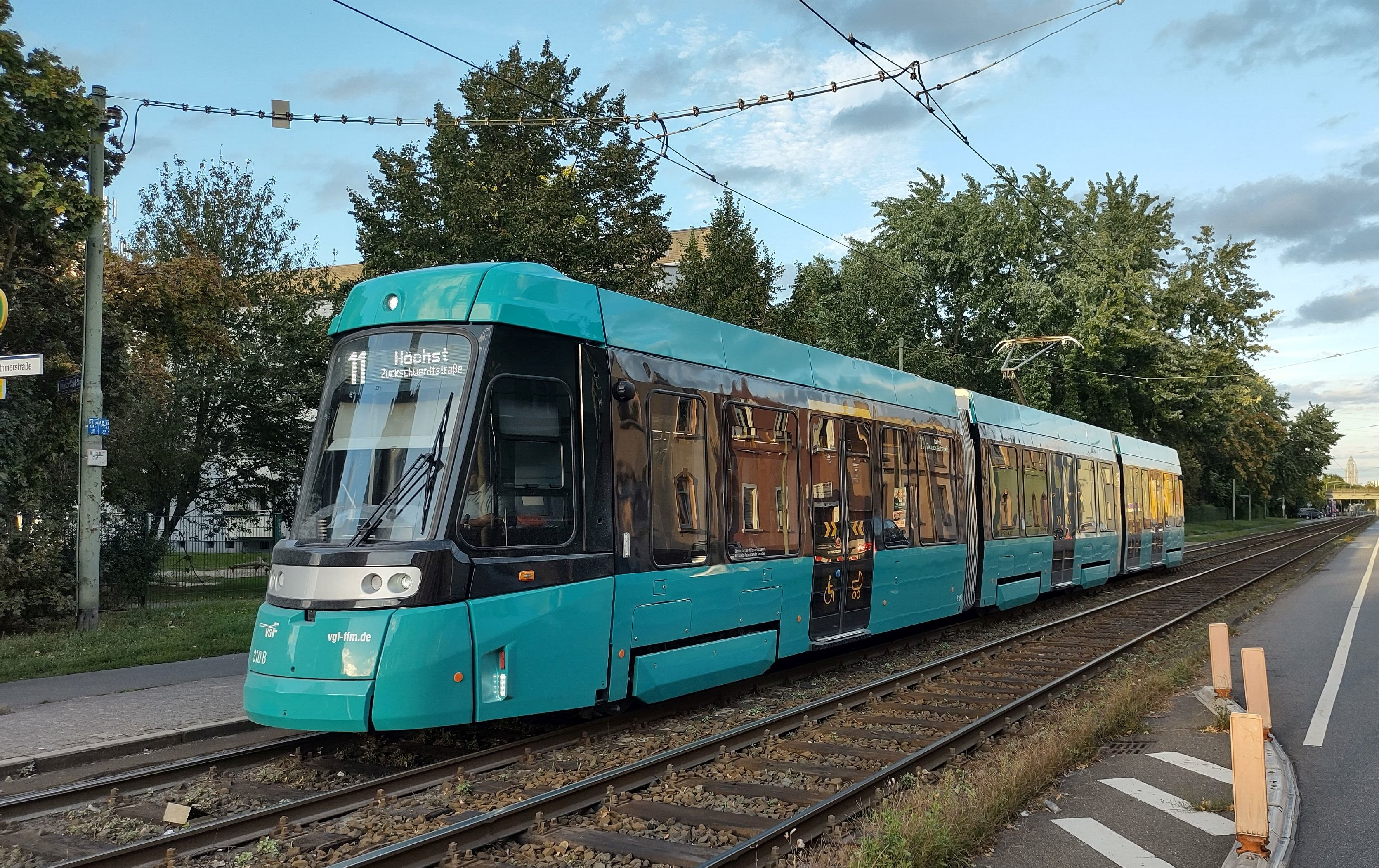
Achtassige lagevloertram in Frankfurt
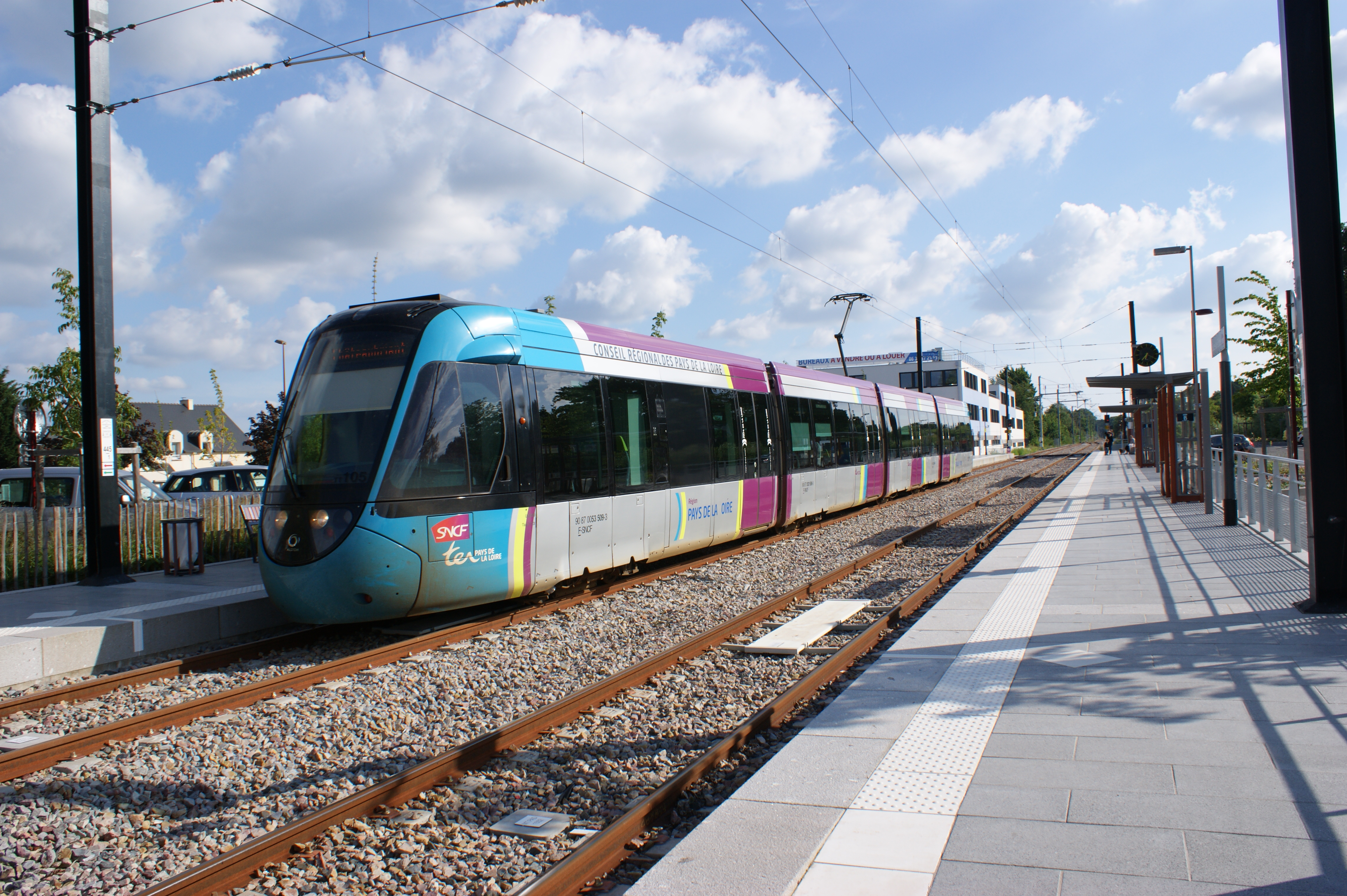
Tienassige tramtrein in de regio Nantes